# Tōru Yamashita
Tōru Yamashita (山下 亨, Yamashita Tōru, né le 7 décembre 1988 à Moriguchi), plus connu sous son nom de scène Toru, est un guitariste et leader du groupe One Ok Rock.
Il était membre du groupe HEADS avec Ryota Kohama, également membre de One Ok Rock, avant la dissolution du groupe en 2002.

## Biographie
Toru est né à Osaka au Japon avant de partir pour Tokyo. Avec Ryota Kohama (actuellement membre de ONE OK ROCK et son ami d'enfance) et deux autres, Kohei et Takuya, ils ont formé un groupe de danse hip-hop appelé HEADS lorsqu'ils étaient au collège. Ils ont participé à des compétitions de danse autour de 1995-1999.

## Carrière
Ils ont fait leurs débuts avec HEADS avec un single intitulé Screeeem! en juillet 2000 et suivi par Gooood or Bad! en novembre, produit pour Amuse, Inc. Le groupe a joué tous les week-ends dans les districts d’Akihabara, de Tokyo et de Kyōbashi, à Tokyo.
HEADS s'est dissous en 2002 et en 2003, afin de faire une pause pour améliorer leurs capacités. Ils ont fusionné dans un nouveau groupe avec sept autres membres et l'ont appelé GROUND 0.
En 2005, Toru a joué un rôle majeur dans la série télévisée Shibuya Fifteen. Il a fait une apparition en tant que lycéen dans Kamen Rider Hibiki. Cette année-là, il a invité Ryota, leur camarade de classe supérieure Alex et son ami Koyanagi Yuu à former un groupe de rock. Plus tard, Toru devient le leader de ce groupe, nommé plus tard ONE OK ROCK. Il rencontre Takahiro Morita quand il a joué avec son groupe précédent et a insisté pour qu'il rejoigne ONE OK ROCK, malgré les rejets répétés. Après qu'Alex ait quitté le groupe, Toru fut obligé de travailler deux fois plus, ce qui ne lui a pas déplu.
Il est fortement influencé par les Foo Fighters, The Smashing Pumpkins, Enter Shikari, Linkin Park, Good Charlotte, Sleeping With Sirens, Nirvana, The Used, Avril Lavigne, et Biffy Clyro.
Outre les activités du groupe, il a également participé à la composition de l'album "Who I Am" de milet.

## Équipement musical
Toru utilise souvent diverses guitares Gibson Les Paul avec One Ok Rock. Récemment, il a fréquemment utilisé des guitares PRS. Il a débuté avec une Gibson Les Paul Standard Black et a ensuite acheté une Les Paul Custom Alpine White en 2009. Quatre ans plus tard, cette guitare a été signée par les membres de Fall Out Boy à l'avant et Avril Lavigne à l'arrière.

## Vie privée
- Il se réfugie dans son studio pour travailler lorsqu'il n'est pas en tournée
- Le 28 décembre 2021, il annonce sur Instagram s’être marié à Aya Ōmasa, une actrice et modèle japonaise.